# Jelena Pawłowa
Jelena Pawłowa (ur. 12 grudnia 1978 w Ałma-Acie) – siatkarka reprezentacji Kazachstanu, grająca na pozycji atakującej. Obecnie zawodniczka japońskiego Haimatsu. Jest czołową zawodniczką reprezentacji Kazachstanu.
Pawłowa jest córką Łarisy Pawłowej, zawodniczki która grała w prowadzonej przez słynnego Nikołaja Karpola reprezentacji ZSRR na Igrzyskach Olimpijskich w Moskwie i sięgnęła z nią po złoty medal. Jej mężem jest utytułowany judoka Askat Żytkejew.

## Kariera
- 1991–1999  Rahat
- 1999–2004  VBC Riom
- 2004–2006  Spar Teneryfa Marichal
- 2006–2007  VBC Volero Zurych
- 2007-  Hisamitsu

## Sukcesy
- 2005: 3. miejsce w Lidze Mistrzyń
- 2005: Mistrzostwo Hiszpanii
- 2005: Wicemistrzostwo Mistrzostw Azji
- 2006: Mistrzostwo Hiszpanii
- 2007: Mistrzostwo Szwajcarii
- 2007: Puchar Szwajcarii

## Nagrody indywidualne, Wyróżnienia
- 2004: Najlepsza zawodniczka Ligi francuskiej
- 2004: Najlepsza serwująca Ligi francuskiej
- 2005: Najlepsza punktująca Mistrzostw Azji